# ابروی پیوسته

خودنگاره با گردنبند خار و مرغ مگس، اثر فریدا کالو، سال۱۹۴۰

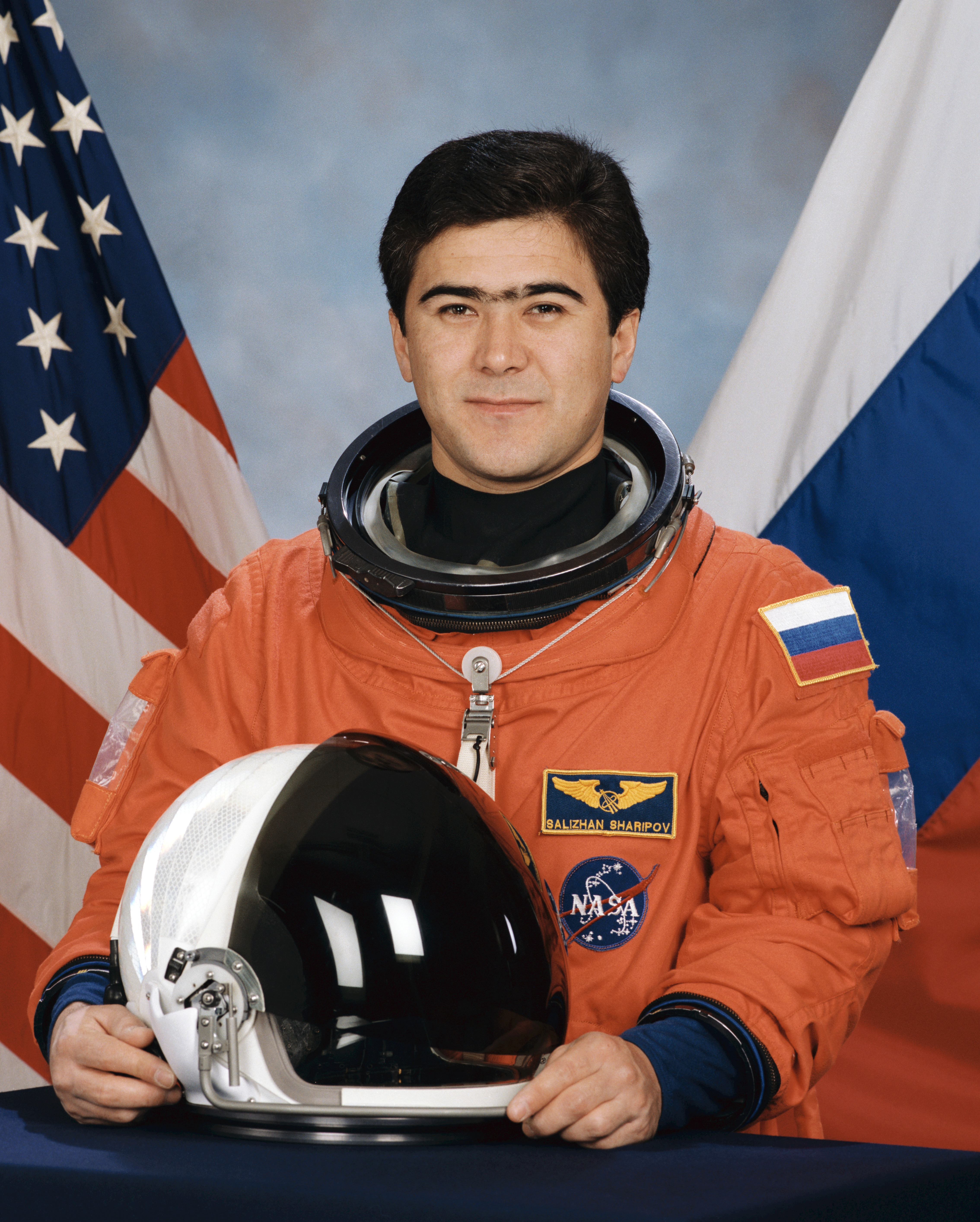
کیهان‌نورد روسی، سالیشان شاریپوف.

ابروی پیوسته (یا چهارابرو) به نوعی از ابروها گفته می‌شود که در آن رشد مو میان ابروی چپ و راست ادامه یافته‌باشد.
به فرد دارای ابروی پیوسته، «پیوسته‌ابرو» گفته می‌شود. ابروهای پیوسته بیشتر در مردان دیده می‌شود ولی شماری از زنان به‌ویژه در آمریکای جنوبی پیوسته‌ابرو هستند.
مرد ابروپیوسته را در قدیم اَقرَن نیز می‌گفتند.
در برخی فرهنگ‌ها در گذشته، مانند خاورمیانه و هندوستان، ابروهای پیوسته به‌ویژه برای زنان نشان جذابیت بوده است.
بیشتر فرهنگ‌های غربی این نوع ابرو را نامطلوب می‌دانند تا جایی که حتی ممکن است برخی مردان در جوامع غربی میانه ابروهای پیوسته خود را بردارند که شاید تنها نوع آرایش ابرو (که کاری مخصوص زنان پنداشته می‌شود) در مردان باشد.
فریدا کالو (۱۹۰۷–۱۹۵۴)، نقاش مکزیکی در آثار خود، ابروهای پیوسته خود را با افتخار نمایش داده و برجسته کرده است. او در غرب شناخته‌شده‌ترین نماد ابروپیوستگی است.